# Primera dama de Paraguay
La primera dama del República del Paraguay es un cargo protocolar que corresponde, por lo general, a la cónyuge del presidente en funciones. Quien ostenta este título cumple el rol de anfitriona oficial de la residencia presidencial, Mburuvicha Róga, y participa en actividades de carácter ceremonial, social y benéfico asociadas a la figura presidencial. Conforme a la normativa vigente, la Oficina de la Primera Dama está subordinada administrativa y presupuestariamente a la Presidencia de la República del Paraguay, careciendo de autonomía institucional y sin atribuciones de gobierno o representación política formal. 
Desde el 15 de agosto de 2023, la titular del cargo es Leticia Ocampos, cónyuge del presidente Santiago Peña.

## Origen y contexto
La creación del cargo se remonta a 1844, año en que fue instaurado formalmente con la promulgación de la Constitución de ese año. La primera persona en ejercer el rol de primera dama fue Juana Pabla Carrillo, esposa del entonces presidente Carlos Antonio López.
Aunque no existe una ley específica que defina sus funciones, desde 2008 el cargo cuenta con un marco institucional a través del Decreto N.º 1030/08, que reglamenta la creación y el funcionamiento de la Oficina de la Primera Dama, dotándola de estructura operativa y financiamiento mediante el presupuesto de la Presidencia.
Actualmente, la primera dama ejerce sus funciones mediante la Red Paraguaya para el Desarrollo Humano (REPADEH), una dependencia orientada a la implementación de programas sociales, con énfasis en áreas como salud, desarrollo comunitario y asistencia a sectores vulnerables.

## Lista de primeras damas del Paraguay
| N.º | Primeras damas                      | Presidente                 | Periodo                                                                                | Notas |
| 1   | Juana Pabla Carrillo                | Carlos Antonio López       | 13 de marzo de 1844 – 10 de septiembre de 1862                                         | Nacida en Asunción. Contrajo matrimonio con López el 22 de julio de 1826 y tuvieron 5 hijos. Falleció en 1871. |
| 2   | Elisa Alicia Lynch                  | Francisco Solano López     | 10 de septiembre de 1862 – 15 de agosto de 1869                                        | Nacida en Irlanda en 1833. Estuvo casada con el francés Xavier de Quatrefages, de quien se separó en 1853 para vivir como concubina de López hasta la muerte de éste. Falleció en París el 26 de julio de 1886.                    |
| 3   | Clara Recalde                       | Facundo Machaín            | 31 de agosto – 1 de septiembre de 1870                                                 | Fue primera dama por un día. |
|     | Vacante                             | Cirilo Antonio Rivarola    | 1 de septiembre de 1870 – 18 de diciembre de 1871                                      | Fue el primer presidente soltero, aunque tenía 2 hijas de una relación anterior. |
| 4   | Ercilia Bogado                      | Salvador Jovellanos        | 18 de diciembre de 1871 – 25 de noviembre de 1874                                      | No tuvo descendencia, aunque Jovellanos tenía una hija de una relación anterior. |
| 5   | María Concepción Díaz de Bedoya     | Juan Bautista Gill         | 25 de noviembre de 1874 – 12 de abril de 1877                                          | Primera ocasión como Primera dama de la nación. Con Gill tuvieron 5 hijos. |
| 6   | Etelvina Trinidad Mercedes Velilla  | Higinio Uriarte            | 12 de abril de 1877 – 25 de noviembre de 1878                                          | Madre de 2 hijos con Uriarte. |
| 7   | Atanasia del Carmen Escato          | Cándido Bareiro            | 25 de noviembre de 1878 – 4 de septiembre de 1880                                      | Fue madre de 1 hijo con Bareiro. Falleció en Buenos Aires el 1 de noviembre de 1912. |
| 8   | María Concepción Díaz de Bedoya     | Bernardino Caballero       | 7 de septiembre de 1880 – 25 de noviembre de 1886                                      | Única mujer que fue primera dama por segunda ocasión con dos presidentes. Luego del asesinato de Gill, contrajo matrimonio con Caballero el 7 de septiembre de 1883. Falleció el 22 de marzo de 1884 por complicaciones del parto. |
| 9   | Ramona Ignacia Garcete              | Patricio Escobar           | 25 de noviembre de 1886 – 25 de noviembre de 1890                                      | Casada con Escobar el 20 de junio de 1872, fueron padres de 7 hijos. Falleció el 21 de septiembre de 1890. |
| 10  | Rosa Peña Guanes                    | Juan Gualberto González    | 25 de noviembre de 1890 – 9 de junio de 1894                                           | Fue madre de 4 hijos. Falleció en Buenos Aires el 8 de noviembre de 1899. |
| 11  | Ramona Bareiro Caballero            | Marcos Antonio Morínigo    | 9 de junio – 25 de noviembre de 1894                                                   | Casada con Morínigo el 6 de agosto de 1878, fueron padres de 6 hijos. |
| 12  | Casiana Isasi                       | Juan Bautista Egusquiza    | 25 de noviembre de 1894 – 25 de noviembre de 1898                                      | Con Egusquiza fueron padres de 4 hijos. Murió el 13 de octubre de 1913. |
| 13  | Josefina Rivarola                   | Emilio Aceval              | 25 de noviembre de 1898 – 9 de enero de 1902                                           | Casada con Emilio Aceval el 7 de junio de 1883. Murió el 9 de agosto de 1946. |
| 14  | Margarita Salomoni                  | Andrés Héctor Carvallo     | 9 de enero – 25 de noviembre de 1902                                                   | Casada con Carvallo el 6 de mayo de 1899, tuvieron 6 hijos. |
| 15  | Josefa Rojas                        | Juan Antonio Escurra       | 25 de noviembre de 1902 – 19 de diciembre de 1904                                      | Casada con Escurra el 29 de septiembre de 1888, tuvieron 2 hijas. |
| 16  | Regina Corti Onetto                 | Juan Bautista Gaona        | 19 de diciembre de 1904 – 9 de diciembre de 1905                                       | Fue madre de 12 hijos. |
| 17  | Marcelina Allende                   | Cecilio Báez               | 9 de diciembre de 1905 – 25 de noviembre de 1906                                       | Casada con Báez el 28 de junio de 1899, tuvieron 9 hijos. |
| 18  | María del Carmen de la Mora Isasi   | Benigno Ferreira           | 1906 – 1908                                                                            | Casada con Ferreira en 1875, tuvieron 1 hija. |
| 19  | Adela da Fontoura Lima              | Emiliano González Navero   | 1908 – 1910, 1912-12 y 1931-32                                                         | fallecida el 7 de septiembre de 1928, tuvieron 5 hijos. |
| 20  | Emilia Victoria Alfaro              | Manuel Gondra              | 1910 – 1911                                                                            | Casada con Gondra el 14 de diciembre de 1910, fallecida el 24 de agosto de 1950, tuvieron 4 hijos. |
| 21  | Eliodora Alfonso                    | Albino Jara                | 18 de enero de 1911-5 de julio de 1911                                                 | Tuvieron 1 hija |
| 22  | Susana Dolores Silva                | Liberato Marcial Rojas     | 5 de julio de 1911-15 de enero de 1912                                                 | Tuvieron 3 hijos. |
| 23  | Carmen del Molino Torres Jovellanos | Pedro Pablo Peña           | 29 de febrero de 1912-22 de marzo de 1912                                              | Tuvieron 5 hijos. |
| 24  | Matilde Heisecke                    | Eduardo Schaerer           | 15 de agosto de 1912-15 de agosto de 1916                                              | Tuvieron 7 hijos. |
|     | Vacante                             | Manuel Franco              | 15 de agosto de 1916-5 de junio de 1919                                                | Fue presidente soltero, aunque tenía 4 hijos de una relación anterior. |
| 25  | Andrea Campos Cervera               | José Pedro Montero         | 5 de junio de 1919-15 de agosto de 1920                                                | |
| 26  | Emilia Marcela Eugenia Durand       | Eusebio Ayala              | 7 de noviembre de 1921-12 de abril de 1923, 15 de agosto de 1932-19 de febrero de 1936 | Casada con Ayala en 1922, tuvieron 1 hijo. |
|     | Vacante                             | Eligio Ayala               | 12 de abril de 1923-17 de marzo de 1924, 15 de agosto de 1924-15 de agosto de 1928     | Fue presidente soltero, aunque tenía 3 hijos de una relación anteriores. |
| 27  | Adela Bello                         | Luis Alberto Riart         | 17 de marzo de 1924-15 de agosto de 1924                                               | |
| 28  | Rosa Ramona Rojas                   | José Patricio Guggiari     | 15 de agosto de 1928-15 de agosto de 1932                                              | Tuvieron 3 hijos. |
| 29  | Deidamia Solalinde                  | Rafael Franco              | 19 de febrero de 1936-15 de agosto de 1937                                             | Tuvieron 6 hijos. |
| 29  | Silvia Ester Heisecke               | Félix Paiva                | 15 de agosto de 1937-15 de agosto de 1939 \|                                           | |
| 30  | Julia Miranda Cueto                 | José Félix Estigarribia    | 15 de agosto de 1939-8 de septiembre de 1940                                           | Casada con Estigarribia el en 1917, tuvieron 1 hija. |
| 31  | Dolores Ferrari                     | Higinio Morínigo           | 7 de septiembre de 1940-3 de junio de 1948                                             | Casada con Morinigo el en 1932, tuvieron 3 hijos. |
| 32  | María Luz Fleytas                   | Juan Manuel Frutos         | 3 de junio de 1948-15 de agosto de 1948                                                | Tuvieron 6 hijos. |
| 33  | Lydia Frutos                        | Juan Natalicio González    | 15 de agosto de 1948-31 de enero de 1949 \|                                            | |
| 34  | Guillermina Rolón Teixeira de Rolón | Raimundo Rolón             | 30 de enero de 1949-26 de febrero de 1949                                              | Casada con Rolon en 1931, tuvieron 3 hijos. |
| 35  | Rita Olivero                        | Felipe Molas López         | 26 de febrero de 1949-11 de septiembre de 1949                                         | Tuvieron 1 hija. |
| 36  | Escolástica Patiño                  | Federico Chaves            | 11 de septiembre de 1949-4 de mayo de 1954                                             | Tuvieron 2 hijos. |
| 36  | Lilia Isabel Arza                   | Tomás Romero Pereira       | 4 de mayo de 1954-15 de agosto de 1954                                                 | Casada con Romero Pereira en 1929, tuvieron 6 hijos |
| 27  | Ligia Stroessner                    | Alfredo Stroessner         | 15 de agosto de 1954-3 de febrero de 1989                                              | Casada con Stroessner en 1945, fallecida el 3 de febrero de 2006, tuvieron 3 hijos. |
| 38  | Nélida Reig Castellanos             | Andrés Rodríguez Pedotti   | 3 de febrero de 1989 - 15 de agosto de 1993                                            | Casada con Rodríguez en 1948. |
| 39  | María Teresa Carrasco               | Juan Carlos Wasmosy        | 15 de agosto de 1993 - 15 de agosto de 1998                                            | Casada con Wasmosy en 1968. |
| 40  | Mirtha Leonor Gusinky               | Raúl Cubas Grau            | 15 de agosto de 1998 - 28 de marzo de 1999                                             | Casada con Raúl Cubas Grau. |
| 41  | Susana Galli Romañach               | Luis Ángel González Macchi | 28 de marzo de 1999 - 15 de agosto de 2003                                             | Tuvieron 2 hijas. |
| 42  | Gloria María Penayo                 | Nicanor Duarte Frutos      | 15 de agosto de 2003 - 15 de agosto de 2008                                            | Casada con Duarte, tuvieron 6 hijos. |
|     | Vacante                             | Fernando Lugo              | 15 de agosto de 2008 - 22 de junio de 2012                                             | Cargo ocupado de manera difusa por la hermana y la sobrina de Lugo. |
| 43  | Emilia Alfaro                       | Federico Franco            | 22 de junio de 2012 - 15 de agosto de 2013                                             | Casada con Franco en 1982, tuvieron 4 hijos. |
|     | Vacante                             | Horacio Cartes             | 15 de agosto de 2013 - 15 de agosto de 2018                                            | Cartes eliminó el Despacho de la primera dama, ya que estaba divorciado y no tenía pareja. |
| 44  | Silvana López Moreira               | Mario Abdo Benítez         | 15 de agosto de 2018 - 15 de agosto de 2023                                            | Casada con Abdo Benítez, tienen 1 hijo. |
| 45  | Leticia Ocampos                     | Santiago Peña              | 15 de agosto de 2023 - en el cargo                                                     | Casada con Peña, tienen 2 hijos |

- Datos: Q5453161